# Bromley Contingent
Bromley Contingent foi um grupo de seguidores dos Sex Pistols: eles eram sua comitiva. Era composto por jovens como Siouxsie Sioux, Steven Severin, Billy Idol, Soo Catwoman e Sid Vicious (que depois faria parte da banda, substituindo Glen Matlock).